# Eduard Heimann

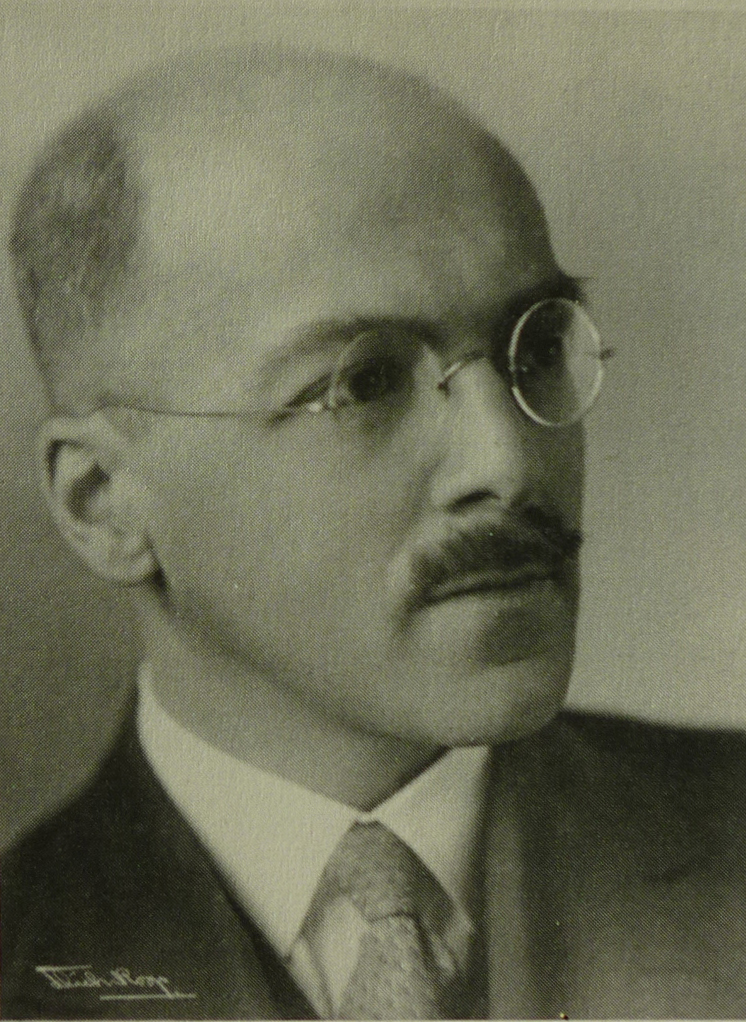
Eduard Heimann

Eduard Magnus Mortier Heimann (* 11. Juli 1889 in Berlin; † 31. Mai 1967 in Hamburg) war ein deutscher Wirtschafts- und Sozialwissenschaftler.
Er zählte zu den führenden religiösen Sozialisten um den Theologen Paul Tillich. In den Anfangsjahren der Weimarer Republik konzentrierte sich Heimann auf Sozialisierungsfragen. Nachdem er sich 1922 in Köln habilitiert hatte, erhielt er 1925 einen Ruf an die Universität Hamburg. Dort befasste er sich bis 1933 mit Fragen der Sozialökonomie. Dabei interessierte ihn vor allem die Entwicklung einer Theorie der Sozialpolitik. 1933 zwangen ihn die Nationalsozialisten zur Aufgabe seiner akademischen Tätigkeiten. Im selben Jahr ging er ins Exil. Heimann verbrachte drei Jahrzehnte in den Vereinigten Staaten und lehrte dort an der New School for Social Research in New York Wirtschaftswissenschaft und Soziologie. Auch nach seiner Rückkehr nach Hamburg im Jahr 1963 widmete er sich weiterhin der Frage, wie zwischen Kapitalismus und Kommunismus ein „dritter Weg“ gefunden werden könne. Das publizistische Werk Heimanns umfasst zirka 200 Abhandlungen.

## Familie
Heimann entstammte einer jüdischen Kaufmannsfamilie. Sein Vater Hugo Heimann war ein erfolgreicher und wohlhabender Verleger und Politiker der Sozialdemokratischen Partei Deutschlands (SPD), der über viele Jahre im Stadtparlament von Berlin, im preußischen Abgeordnetenhaus sowie im Reichstag als Abgeordneter tätig und mit den Parteiführern August Bebel und Paul Singer befreundet war. Auch andere führende Sozialdemokraten wie Karl Kautsky oder Clara Zetkin waren häufig Gäste im Hause Heimann.

## Studium
Eduard Heimann bestand 1908 am Französischen Gymnasium Berlin das Abitur und studierte anschließend Wirtschafts- und Sozialwissenschaften in Heidelberg, Wien und Berlin bei führenden klassisch bzw. marxistisch orientierten Nationalökonomen seiner Zeit. So hörte er beispielsweise bei Eugen Böhm von Bawerk und Franz Oppenheimer. Zugleich besuchte er Lehrveranstaltungen der so genannten Kathedersozialisten Gustav Schmoller und Adolph Wagner. 1912 wurde er bei Alfred Weber in Heidelberg promoviert. Als seinen eigentlichen Lehrer bezeichnete er später Franz Oppenheimer.
In Heidelberg fand er Anschluss an die Freideutsche Jugend, deren Romantik sein Denken beeinflusste.

## Berufliche Tätigkeiten
Heimann arbeitete im Anschluss an seine Promotion mehrere Jahre in der Privatwirtschaft. Dabei war er in den Bergmann Elektrizitätswerken, im Bankhaus Jaquiers und Securius, sowie in der der Reichsregierung unterstehenden Zentral-Einkaufsgesellschaft (ZEG) tätig. Während des Ersten Weltkrieges wurde er aus gesundheitlichen Gründen nicht zum Militär eingezogen. 1919 übernahm er das Amt des Generalsekretärs der ersten Sozialisierungskommission, die sich mehrheitlich für die Vergesellschaftung der Montanindustrie aussprach. Auch in der zweiten Sozialisierungskommission arbeitete er als Sekretär. Während seiner Arbeit für diese Kommissionen, die im Reichswirtschaftsministerium angesiedelt waren, lernte er Walther Rathenau näher kennen.
Seine Erfahrungen und Erkenntnisse aus der Kommissionsarbeit fasste er in der Studie Mehrwert und Gemeinwirtschaft zusammen, mit deren erstem Teil er sich 1922 in Köln habilitierte. Noch 1922 erfolgte an der Albert-Ludwigs-Universität Freiburg seine Umhabilitation. Dort lehrte er anschließend als Privatdozent Finanzwissenschaft und Sozialpolitik. Die Universität Hamburg berief ihn 1925 auf den Lehrstuhl für Theoretische und praktische Sozialökonomie. Von September 1927 an war Siegfried Landshut dort sein Wissenschaftlicher Hilfsarbeiter (Assistent).
Im Rahmen seiner Tätigkeit beteiligte sich Heimann an verschiedenen zeitgenössischen Debatten in den Sozial- und Wirtschaftswissenschaften. Bereits zwischen 1923 und 1925 hatte er wie viele führende Sozialwissenschaftler an der Diskussion über die kritischen Thesen von Heinrich Herkner zur Sozialpolitik der Nachkriegszeit teilgenommen. Dass Heimann in seinem Fach ein anerkannter Experte war, zeigt auch die Tatsache, dass er zusammen mit Adolf Weber auf der Tagung des Vereins für Socialpolitik im Jahr 1930 über die theoretischen Grundlagen der Sozialpolitik referierte.
Die nationalsozialistische Machtergreifung beendete Heimanns Lehrtätigkeit, die Nationalsozialisten betrachteten ihn auf Grund seiner jüdischen Herkunft und seiner seit 1926 bestehenden SPD-Mitgliedschaft als Gegner. Einige seiner Schriften wurden Opfer der Bücherverbrennung. Mit seiner Frau und seinen Zwillingstöchtern emigrierte Heimann 1933 über die Niederlande in die Vereinigten Staaten. Dort lehrte er bis 1958 Wirtschaftswissenschaften und Soziologie an der University in Exile bzw. der Graduate Faculty of Political and Social Science der New School for Social Research in New York City. In den USA studierte er überdies Christliche Theologie und lehrte am Union Theological Seminary in the City of New York Christliche Soziallehre. Er bemühte sich zudem, zur Rettung von Menschen beizutragen, die in Europa durch den Nationalsozialismus bedroht waren. Auch seinen eigenen Eltern konnte er auf diese Weise den Weg in die Vereinigten Staaten ebnen. Seine Schwester beging Ende 1942 Selbstmord, als sie deportiert werden sollte.
Ab 1948 hielt Heimann häufig Gastvorlesungen in Europa, zumeist in Deutschland, aber auch in Frankreich und der Schweiz. Ein Ruf, am Wiederaufbau Deutschlands mitzuwirken, ist an Heimann allerdings nie ergangen, der sich hinsichtlich der Erfolgsaussichten des Reeducation-Programms skeptisch zeigte. 1963 kehrte er mit seiner Familie nach Hamburg zurück, wo er bis zu seinem Tod lebte. Er dozierte als Emeritus an der Wirtschafts- und Sozialwissenschaftlichen Fakultät der Universität Hamburg, der Akademie für Gemeinwirtschaft sowie als Honorarprofessor an der Evangelisch-Theologischen Fakultät der Rheinischen Friedrich-Wilhelms-Universität Bonn.

## Geistige Einflüsse
Für Heimanns Schriften war eine Reihe von Einflüssen von Bedeutung. Dazu gehörten das Gedankengut des Marxismus und der Sozialdemokratie, die Romantik der deutschen Jugendbewegung, zeitgenössische Wirtschaftstheorien sowie genossenschaftliche Wirtschaftskonzeptionen. Schon früh hatte Heimann seine Ablehnung des orthodoxen Marxismus zum Ausdruck gebracht. Bereits 1920 erschien ein Aufsatz, der sich kritisch mit der Mehrwerttheorie von Karl Marx auseinandersetzte. Verbunden war dies mit dem Entwurf einer im Kern planwirtschaftlichen Wirtschaftsordnung mit eingebauten marktwirtschaftlichen Elementen sowie einem Konzept einer dynamisierten Sozialpolitik und einer allmählichen Sozialisierung der Wirtschaft. Diese Ideen, die sein Werk prägten, blieben allerdings innerhalb der SPD eine Minderheitenmeinung.
Die zentrale Prägung erfuhr sein Werk durch Gedanken des führenden religiösen Sozialisten Paul Tillich. Der Kontakt zu Tillich bestand seit den Anfangsjahren der Weimarer Republik. Neben Tillich und dem Sozialpädagogen Carl Mennicke gehörte Heimann zu den führenden Personen des so genannten Tillich-Kreises. In der Pfingstwoche des Jahres 1928 waren Heimann und Tillich neben 80 weiteren sozialistisch gesinnten Personen – unter ihnen Martin Buber oder Gustav Radbruch – Teilnehmer einer Tagung in Heppenheim, die das Ziel verfolgte, das „lebendige sozialistische Erkennen von den Schlacken erstarrender Tradition zu reinigen und die sozialistische Bewegung in ihrer gegenwärtigen Situation durch junge Antriebe im Willen und im Handeln zu stärken.“ Heimann sprach neben anderen über die Begründung des Sozialismus, während Tillich über Sozialismus und persönliche Lebensgestaltung referierte.
Seit 1930 gab Heimann zusammen mit Fritz Klatt und Tillich die Zeitschrift Neue Blätter für den Sozialismus – Zeitschrift für geistige und politische Gestaltung heraus. In diesem Organ publizierten nicht nur religiöse Sozialisten, sondern auch eine Reihe jüngerer, dem Sozialismus nahestehender Intellektueller. Zu ihnen gehörten beispielsweise Theodor Haubach, Emil Lederer, Adolf Löwe, Hendrik de Man, Carlo Mierendorff, Adolf Reichwein, Hugo Sinzheimer, Wilhelm Sollmann, Walter Dirks, Hermann Heller, Carl Landauer, Gustav Radbruch und Otto Stammer. Die Zeitschrift, die in den Worten Tillichs „den Sozialismus neu wagen“ wollte, wurde von den Nationalsozialisten im Juni 1933 verboten.
Der Kontakt zu Tillich blieb auch im Exil erhalten, da auch dieser Gelehrte in die USA emigriert war. Wie eng der Kontakt war, zeigt der Umstand, dass Heimann sich 1944 im Alter von 55 Jahren von Tillich taufen ließ. Tillich bezeichnete Heimann im kleinen Kreis zudem als seinen „Petrus“.

## Sozialwissenschaftliches Werk
Heimann stellte die Gemeinschaft, die sich ethisch am Christentum orientieren und auf diese Weise die verbreitete Entfremdung überwinden sollte, über den Einzelnen. Den Kapitalismus seiner Gegenwart lehnte er ab, ohne die Effizienz seiner Wirtschaftsform zu verwerfen. Er plädierte dafür, diese Gesellschafts- und Wirtschaftsordnung nach und nach mit sozialistischen Gedanken zu verändern. Entscheidende Bedeutung hatte für Heimann eine umfassend angelegte und kontinuierlich ausgebaute Sozialpolitik. In dieser Hinsicht suchte er nach einem „dritten Weg“ zwischen Sozialismus und Kapitalismus, nach einer sozialistischen Marktwirtschaft. Kommunistische Gesellschafts- und Politikvorstellungen lehnte Heimann dagegen ab. Grundlegende gesellschaftliche Veränderungen seien nicht durch Revolutionen herbeizuführen, sondern auf dem Weg der Erziehung und Willensbildung. Im Unterschied zu orthodoxen marxistischen Positionen hielt Heimann darüber hinaus die Vernachlässigung der bäuerlichen und der mittelständischen Bevölkerungsgruppen für einen entscheidenden theoretischen und politischen Fehler der Arbeiterbewegung.
Gegenstände seiner Forschungsarbeiten waren die Funktionsweise und Funktionsfähigkeit von Wirtschafts- und Gesellschaftssystemen, praktische und theoretische Fragen der Sozialpolitik sowie die Ideengeschichte und die Methodologie, die diese Themenfelder prägten. Die vielfältigen gesellschaftlichen, wirtschaftlichen und politischen Probleme der Zwischenkriegszeit betrachtete er vor allem ordnungspolitisch. Heimann war dabei bestrebt, Wissenschaft und Handeln zu trennen und folgte insoweit dem Postulat der Werturteilsfreiheit von Max Weber. Allerdings blieb seine religiös-sozialistische Gesinnung stets in seinen Werken deutlich.
In seiner Schrift Soziale Theorie des Kapitalismus von 1929 etwa versuchte Heimann, auf dieser Basis eine allgemeine Grundlage der Sozialpolitik zu formulieren. Darin verzichtete er fast vollständig auf marxistische Lehren und definierte – gestützt auf Tillich – Sozialpolitik als den „institutionellen Niederschlag der sozialen Idee im Kapitalismus.“ Die Sozialpolitik hätte dabei ein konservativ-revolutionäres Doppelgesicht. Sie „verwirklicht Stück um Stück die soziale Idee innerhalb des Kapitalismus und sichert dadurch seinen geordneten Fortgang. (...) Sie erfüllt innerhalb des kapitalistischen Systems eine produktionspolitische Notwendigkeit, die aber in einem Teilabbau des Systems, in einem Einbau fremder Ideen besteht.“ Diese würden sich zum Sozialismus weiterentwickeln. Voraussetzung sei allerdings, dass die Arbeiter sich „nicht als Bürger legitimieren lassen. (...), dass sie nicht für ein Linsengericht der sozialpolitischen Milderung des Kapitalismus ihr geschichtliches Recht auf Neugestaltung der Welt aus dem Geist der sozialen Freiheit verkaufen.“ Der geordnete Fortbestand des Kapitalismus verändere sein Wesen, es entstünde das sozial reformierte System der liberalen Demokratie.
In seiner 1947 erschienenen Schrift Freedom and Order behauptete Heimann, der Kapitalismus habe ein Zuviel an Freiheit erzeugt. Als Gegenreaktion seien die Zwangssysteme Faschismus und Bolschewismus entstanden, die Unfreiheit gebracht hätten. Für politische Stabilität sei jedoch ein Gleichgewicht von Freiheit und Ordnung unabdingbar.
1954 und 1955 publizierte Heimann Studien über Wirtschaftssysteme und Gesellschaftssysteme sowie über Vernunftglaube und Religion in der modernen Gesellschaft. Hier vertrat er die These, sowohl Kapitalismus als auch Kommunismus überbewerteten deutlich die Wirtschaft, insbesondere das wirtschaftliche Wachstum. Beide Systeme hätten eine gemeinsame Wurzel: den Rationalismus. Der Vernunftglaube spalte jedoch Gesellschaft und Gegenwart. Einen Ausweg aus dieser umfassenden Krise biete allein die Religion. Auf Grund der abendländischen Geschichte sei dies nur als Re-Christianisierung, als Wiederbelebung eines „religiös grundierten Gemeinschaftsgeist[es]“ vorstellbar. Den Sozialwissenschaften traute Heimann bei der Gegenwartsanalyse und der Entwicklung von Lösungsstrategien wenig zu, denn sie seien in Einzeldisziplinen zersplittert und hätten den notwendigen Blick auf das Ganze verloren.
In Heimanns letzter größeren Studie (Soziale Theorie der Wirtschaftssysteme), von ihm 1963 vorgelegt, betonte er noch einmal den seiner Meinung nach inhumanen Charakter der zeitgenössischen Wirtschaftsformen. Dem Kommunismus und insbesondere dem Kapitalismus wohne ein Zwang zur Expansion inne. Dem Kapitalismus seien jedoch durch inneren und äußeren Druck Zügel angelegt worden. Gewerkschaften, Verbände und Vereinigungen aller Art hätten das klassische Laissez-faire-Prinzip weitgehend eingegrenzt. Das Problem sei nun nicht mehr, ob die Wirtschaft liberal, kollektivistisch oder gemischtwirtschaftlich zu organisieren sei; Gegenwartsaufgabe sei vielmehr, den Konsumismus und die Unterwerfung der Menschen unter Technik und Naturwissenschaft zu überwinden. Kulturelle und soziale Reformen stünden deshalb auf der Tagesordnung, um dem Menschen ein höheres Maß an Freiheit zu bringen, um ökologische Folgen des Wirtschaftens beherrschen zu können und um insgesamt den Fortbestand der Erde zu gewährleisten.

## Wirkung
Heimanns Vorstellungen von einer angemessenen Wirtschaftsordnung kamen in der Praxis nicht zur Geltung. Die Nationalsozialisten verfolgten zwischen 1933 und 1945 vollkommen andere politische und gesellschaftliche Ziele. In den ersten Jahren nach dem Zweiten Weltkrieg, als in der Öffentlichkeit über einen „Dritten Weg“ zwischen Kapitalismus und Kommunismus diskutiert wurde, wurden Heimanns Überlegungen gelegentlich geschätzt. Heimanns druckreife Vorlesungen in Hamburg waren beispielsweise überfüllt und faszinierten viele seiner Hörer. Zu ihnen gehörte Helmut Schmidt. Heimann war für den späteren Bundeskanzler ein prägender akademischer Lehrer, mit dem er oft bis weit in die Nacht diskutierte. „Eduard Heimann war für mich der erste große Amerikaner, den ich unmittelbar erlebt habe.“
Im weiteren Verlauf der wirtschaftlichen und sozialen Entwicklung Deutschlands entfernte sich die wirtschaftswissenschaftliche und ordnungspolitische Diskussion mehr und mehr von Heimanns theoretischen Konzepten. Seine Arbeiten werden derzeit weder in den USA, noch in Deutschland umfassender rezipiert. Für Gerhard Besier gehört Heimann mittlerweile zu den „vergessenen Wissenschaftlern des 20. Jahrhunderts“. Diese Vernachlässigung betrifft alle wichtigen Dimensionen des Werks von Heimann – Religion, Wirtschaft und (sozialdemokratische) Politik. Heinz Rieter führt dafür 1999 mehrere Gründe an. Zum einen habe das Interesse an gemischten Wirtschaftsformen nach dem Scheitern der realsozialistischen Experimente deutlich nachgelassen. Zum anderen behinderten die oft pathetische Sprache der Texte Heimanns sowie sein Glaube an die Besserungsfähigkeit des Menschen seine Wirkung. Überdies habe sich bei der Betrachtung ökonomischer Probleme heute eine Methodik und Sprache durchgesetzt, die sich deutlich von der Heimanns unterscheide, der von „deutschen Denkmitteln“ aus der Zeit der ersten beiden Jahrzehnte des 20. Jahrhunderts geprägt gewesen sei. Einen vierten Grund erblickt Rieter in der geistigen Nähe Heimanns zu Paul Tillich, dessen Gedankenwelt er stets die Treue hielt, während sich andere Mitstreiter aus dem Kreis der religiösen Sozialisten von Tillich emanzipiert hätten.

## Ehrungen
Die Rechts- und Staatswissenschaftliche Fakultät der Universität Hamburg verlieh Heimann im Jahr 1948 die Ehrendoktorwürde. 1951 machte ihn die Freie und Hansestadt Hamburg zum emeritierten Ordinarius. Die Akademie für Gemeinwirtschaft widmete ihm zu seinem 70. Geburtstag eine Festschrift. 1965 verlieh der Deutsche Gewerkschaftsbund seinen Kulturpreis an Eduard Heimann und Paul Jostock. Vor den Feierlichkeiten zur Preisverleihung war Jostock am 24. April 1965 in Stuttgart gestorben.